# ギョクハン・インレル
ギョクハン・インレル（Gökhan Inler, 1984年6月27日 - ）は、スイス・ゾロトゥルン州オルテン出身の元サッカー選手。現役時代のポジションはミッドフィールダー。トルコにルーツを持つ。姓はインラーとも表記される。

## クラブ経歴
FCバーゼルの下部組織でプレーした後、フェネルバフチェSKと契約寸前までいくも最終的には契約まではいたらず、その後FCアーラウでプロデビューを果たす。FCチューリッヒではブレリム・ジェマイリやシャビエル・マルガイラス等と共にクラブの2連覇の中心選手として活躍した。2007年、FCチューリッヒ時代の監督リュシアン・ファーヴルが指揮を執ることになったドイツのヘルタ・ベルリンではなくイタリアのウディネーゼ・カルチョに移籍。新加入ながら中盤の要としてガエターノ・ダゴスティーノと共に奮闘し、チームのUEFAカップ出場権獲得に貢献。
2011年7月11日、SSCナポリに5年契約で加入した。同胞のブレリム・ジェマイリと同じチームでプレーすることになった。
2015年8月19日、レスター・シティFCに3年契約で加入。退団したエステバン・カンビアッソの後釜として期待されたが、エンゴロ・カンテやダニー・ドリンクウォーターがブレイクしたこともあり、チームはクラブ史上初となるリーグ優勝を達成したものの、自身は5試合の出場に留まった。
2016年8月31日、トルコのベシクタシュJKに完全移籍。

## 代表経歴
2006年9月2日、ベネズエラ代表戦でラファエル・ヴィッキーとの交代で途中出場し出場しスイス代表デビューを果たす。UEFA  EURO 2008、2010 FIFAワールドカップにも招集され、2014 FIFAワールドカップではキャプテンとしてベスト16進出に貢献した。
UEFA EURO 2016では、レスターで控えに甘んじていたことが原因で本大会に向けた候補メンバー28名から外される結果となった。

## 人物・エピソード
- レスター・シティFC時代のチームメイトでプレミアリーグ優勝を共に経験した岡崎慎司は、インレルについて「何カ国語も話せる語学力がある」と語っている[4]。

## 代表歴

### 出場大会
- スイス代表
  - 2010 FIFAワールドカップ
  - 2014 FIFAワールドカップ

### 試合数
- 国際Aマッチ 89試合 7得点（2006年-2015年）[5]

| スイス代表 | 国際Aマッチ | 国際Aマッチ |
| 年         | 出場        | 得点        |
| ---------- | ----------- | ----------- |
| 2006       | 3           | 0           |
| 2007       | 10          | 1           |
| 2008       | 13          | 0           |
| 2009       | 7           | 0           |
| 2010       | 12          | 3           |
| 2011       | 9           | 0           |
| 2012       | 9           | 2           |
| 2013       | 7           | 0           |
| 2014       | 11          | 0           |
| 2015       | 8           | 1           |
| 通算       | 89          | 7           |

## タイトル
チューリッヒ
- スーパーリーグ : 2 (2006, 2007)

ナポリ
- コッパ・イタリア : 2 (2011-12, 2013-14)
- スーペルコッパ・イタリアーナ : 1 (2014)

レスター・シティ
- プレミアリーグ ： 1（2015-16）

ベシクタシュ
- スュペル・リグ : 1 (2016-17)
- テュルキエ・クパス : 1 (2023-24)

イスタンブール・バシャクシェヒル
- スュペル・リグ : 1 (2019-20)

アダナ・デミルスポル
- TFF1.リグ : 1 (2020-21)